# Justus Wilhelm Lyra
Justus Wilhelm Lyra (Osnabrück, 1822 - Gehrden, 1882) fou un compositor alemany.
Va compondre una cantata de Nadal, melodies religioses litúrgiques i cançons (col·leccionades amb el títol de Deutsche Neisen, 5 quadres), alguns dels quals, com Der Mai ist gekommen, Zwischen Frankreich und der Bölumerwald i Die bange Nacht est nun heram, es feren molt populars.
A més té: Die liturgischen Altarweisen des lutherischen Hauptgottesdientstes in musikalischer Baziehung untersucht und festgestellt (Göttingen, 1873). Luthers deutsche Messe und Ordung des Gottesdienstes (publicat per Herold, Gütersl. 1904); Bär i Ziller, Justhus Wilhelm Lyra (en les Mittelungen des tercius fur Geschichte und Landeskunde zu Osnabruck, edició especial, Leipzig. 1901). El 1905 se li erigí un monument en la seva vila natal.